# Напрестольный крест

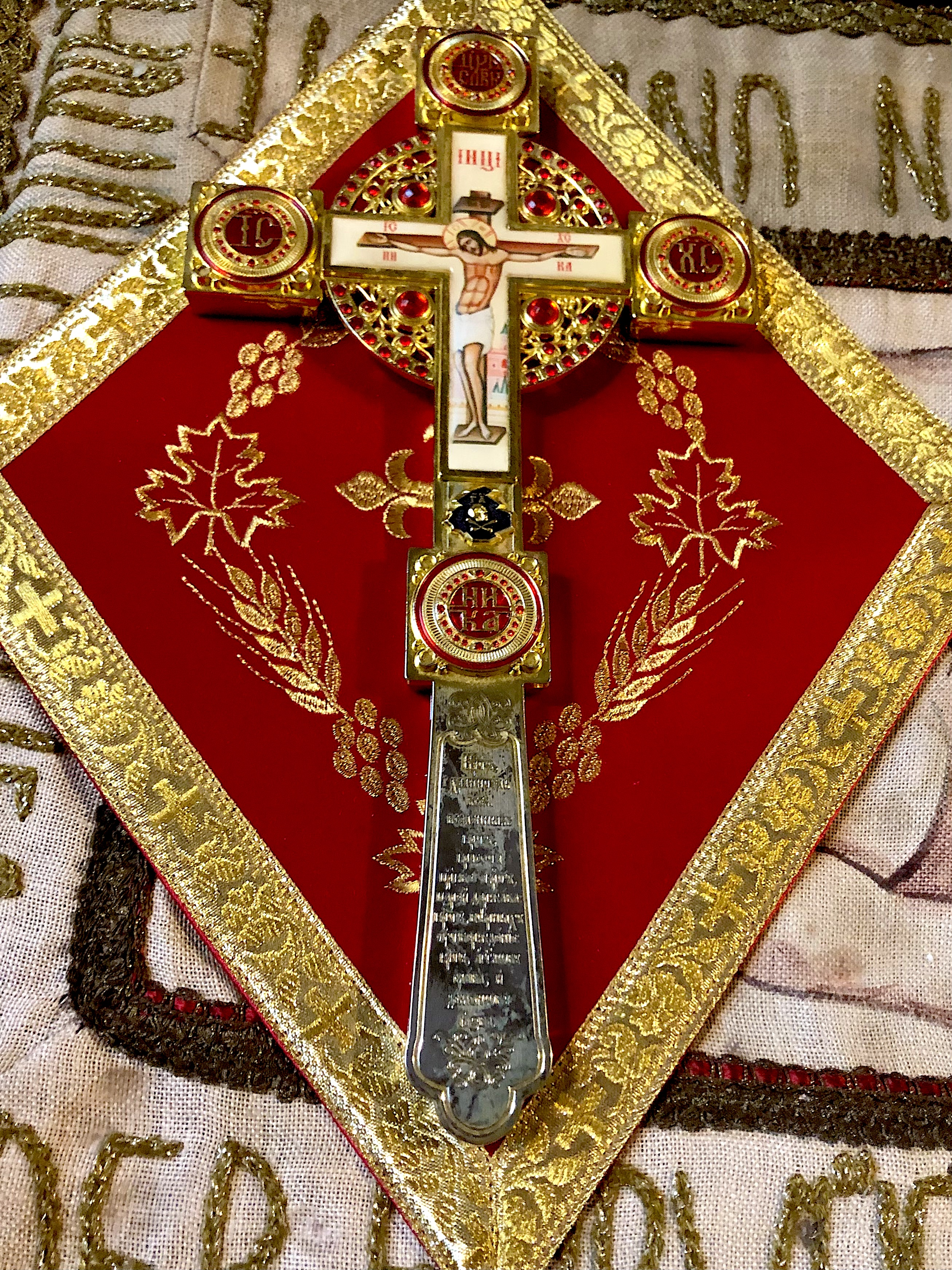
Напрестольный крест Русской Православной Церкви равноапостольных Константина и Елены в Кёльне.

Напресто́льный крест — в Православной церкви алтарный крест, распятие, хранящееся на престоле в алтаре храма. Напрестольный крест вместе с антиминсом и напрестольным Евангелием является обязательной принадлежностью алтаря.
Напрестольный крест используется в конце Литургии (после отпуста) для благословения священником верующих, которые затем целуют его, как и в конце исповеди, венчания, крещения, соборования. Напрестольным крестом освящается вода на Богоявление и на других водосвятных молебнах. При архиерейском богослужении напрестольный крест на подносе с покровцем выносят епископу при его встрече в храме.
Многие напрестольные кресты являются произведениями ювелирного искусства: их изготавливают из благородных металлов, украшают драгоценными камнями. В некоторые напрестольные кресты, например, крест Евфросинии Полоцкой, помещают частицы мощей православных святых.